# Рибне масло
Рибне мало — популярний кулінарний виріб в СРСР із солоної риби, вершкового масла, солоної пробійної або ястичної ікри риб, білкової пасти «Океан», замороженого м'яса дрібної антарктичної креветки та прянощів. Різновид масляної суміші. У найпоширенішій рецептурі приготування масла з океанічних риб частка подрібненого м'яса солоної риби становить близько 45%. Ікорне і креветкове масла виготовляються з пробійної ікри мінтаю, тріски, оселедця, мерлузи, хека, вершкового масла та білкової пасти або м'яса креветки. Має рожево-кремовий або рожевий колір, приємний смак та аромат, ніжну консистенцію, що мажуть, і використовується для приготування бутербродів. Вміст солі в готовій продукції становить 2-5%. 
Для приготування рибного масла підходять оселедець, скумбрія, сардина, лососеві (зазвичай харчові відходи від розділювання), з вмістом солі не більше 6%. Солонішу рибу піддають відмочуванню у воді. Відмочену рибу розділяють на знешкурене філе або на тушку з видаленням голови, нутрощів, частини черевця з відділенням кіля, луски і темної плівки. Для подрібнення риби застосовуються неопреси, куттери та кремозбивальні машини. З прянощів в рибне масло додавали чорний мелений перець, гірчицю та сіль. Рибне масло фасують у формочки або склянки з полістиролу місткістю 50-100 г, а також в туби і пакети з фольги.